# Lamium garganicum
La falsa ortica meridionale (nome scientifico Lamium garganicum L., 1763) è una piccola pianta erbacea perenne dai fiori labiati appartenente alla famiglia delle Lamiaceae.

## Etimologia
Uno dei primi studiosi dell'antichità ad usare il nome generico di questo fiore (Lamium) è stato Plinio (Como, 23 – Stabia, dopo l'8 settembre 79), scrittore e naturalista latino, il quale ci indica anche una possibile etimologia: questo termine discenderebbe da un vocabolo greco ”laimos” il cui significato è “fauci – gola”. Ma potrebbe discendere anche da altre parole greche: ”lamos” (= larga cavità), oppure dal nome di una regina libica ”Làmia”. In quest'ultimo caso il collegamento esiste in quanto le mamme greche, per far star buoni i loro bambini, descrivevano questa regina come un mostro capace di ingoiarli (come del resto fa il fiore di questa pianta quando un bombo entra nel tubo corollino in cerca del nettare). L'epiteto specifico ("garganicum") si riferisce al Monte Gargano (uno dei tanti areali di questa pianta).

## Descrizione

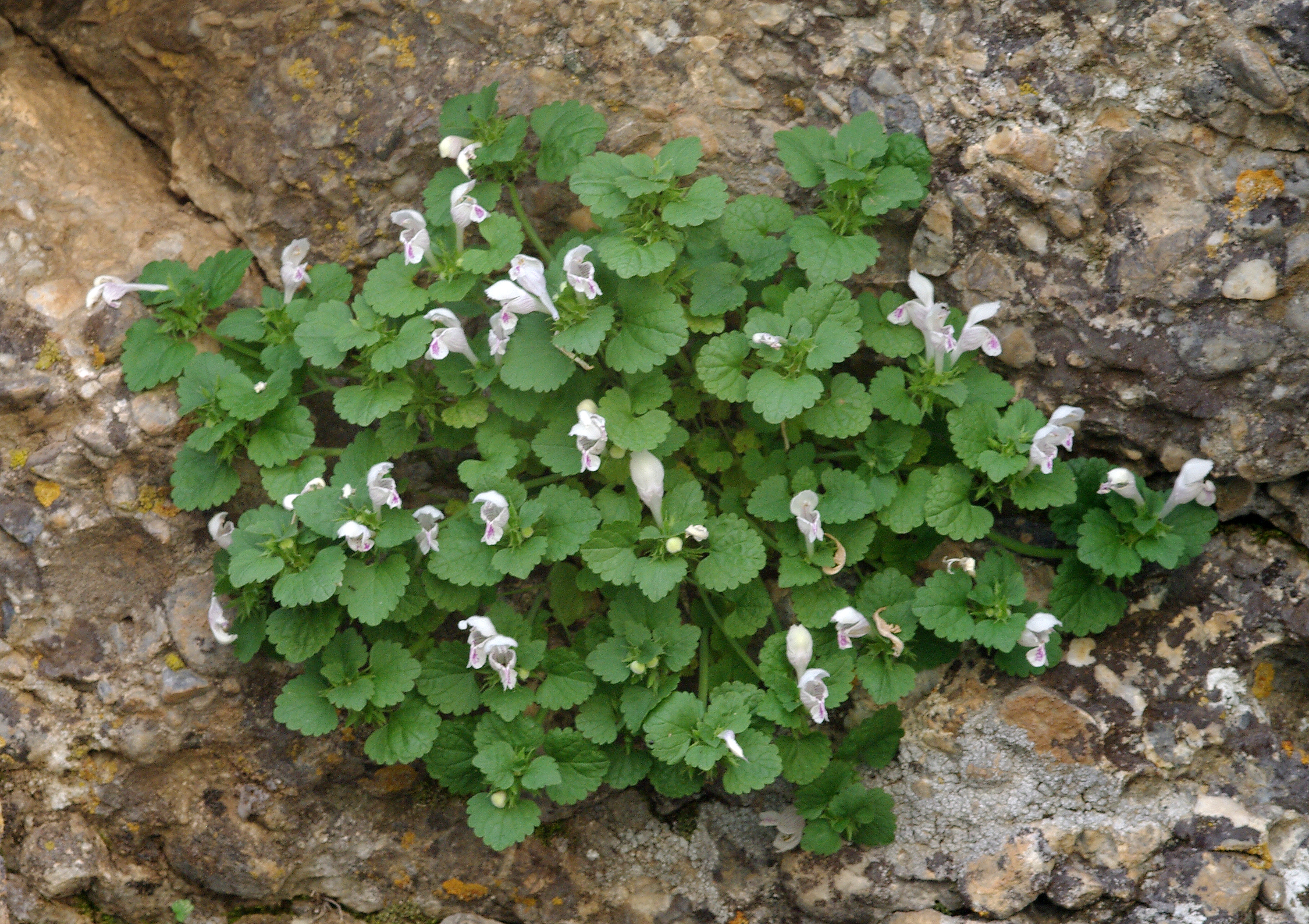
Il portamento

Queste piante arrivano ad una altezza compresa tra 2 e 6 dm. La forma biologica è emicriptofita scaposa (H scap), ossia in generale sono piante erbacee, a ciclo biologico perenne, con gemme svernanti al livello del suolo e protette dalla lettiera o dalla neve e sono dotate di un asse fiorale eretto e spesso privo di foglie. L'indumento può essere formato da peli semplici o ghiandolosi.

### Radici
Le radici sono secondarie da fittone.

### Fusto
La parte aerea del fusto è ascendente o eretta; la sezione è cava e più o meno tubulosa; è inoltre quadrangolare (tetragona) a causa della presenza di fasci di collenchima posti nei quattro vertici, mentre le quattro facce sono concave. La superficie è pubescente.

### Foglie
Le foglie lungo il fusto sono disposte in modo opposto a due a due e sono prive di stipole. La lamina ha una forma triangolare con margini provvisti di 8 - 10 grossolani denti per lato. Dimensione delle foglie: larghezza 2 – 5 cm; lunghezza 3 – 7 cm. Lunghezza del picciolo: 1 – 2 cm.

### Infiorescenza
Le infiorescenza, ad asse principale indefinito, è portata in vari verticilli ascellari sovrapposti lungo il fusto. Ogni verticillo è composto da più fiori disposti circolarmente poggianti su due grandi foglie. Le foglie del verticillo seguente sono disposte in modo alternato. In genere i vari verticilli sono ben distanziati uno dall'altro.

### Fiore
I fiori sono ermafroditi, zigomorfi (il calice è attinomorfo), tetraciclici (con i quattro verticilli fondamentali delle Angiosperme: calice– corolla – androceo – gineceo) e pentameri (calice e corolla formati da cinque elementi). Sono inoltre omogami (autofecondanti) e privi di profumo, ma ricchi di nettare. Lunghezza del fiore: 25 – 40 mm.
- Formula fiorale. Per questa specie la formula fiorale della famiglia è la seguente:

X, K (5), [C (2+3), A 2+2], G (2), supero, drupa, 4 nucole
- Calice: i cinque sepali del calice sono concresciuti (calice gamosepalo) in una forma tubulare-campanulata. Il calice è inoltre persistente e termina con cinque denti, rigidi, divergenti e più o meno uguali (simmetria di tipo attinomorfa) simili a setole e lunghi quanto la parte tubulare. La superficie del calice è percorsa da alcune nervature longitudinali.
- Corolla: i cinque petali sono quasi completamente fusi (gamopetalo) in un'unica corolla pubescente formata da due labbra molto sviluppate. Il tubo della corolla è alla base è diritto. Il labbro superiore (composto da due dei cinque petali concresciuti, ma intero alla vista) è a forma di cappuccio ben sviluppato; in questo modo protegge gli organi di riproduzione dalle intemperie e dal sole. Il labello (labbro inferiore composta dal petalo inferiore – gli altri due rimanenti formano dei dentelli laterali appena percettibili – in effetti il labbro inferiore vien considerato tripartito) è anch'esso ben sviluppato e piegato verso il basso per fare da base di “atterraggio” agli insetti pronubi; è inoltre bilobo. Le fauci non sono circondate da un anello di peli per impedire l'entrata di insetti più piccoli ed inutili alla impollinazione. Le due labbra divergono di circa novanta gradi, sono pubescenti con frange pelose sui bordi. Il colore della corolla varia da roseo a roseo-violetto. Lunghezza della corolla: 13 – 15 mm (massimo 17 mm). Lunghezza del tubo: 13 mm. Larghezza della gola: 3 mm. Lunghezza del labbro superiore: 4 mm.
- Androceo: gli stami dell'androceo sono quattro (didinami - due corti e due lunghi – quello mediano posteriore, il quinto stame, manca per aborto) e sono tutti fertili. Il paio posteriore è più breve, mentre l'altra coppia è aderente al labbro superiore della corolla e sporge lievemente; tutti i filamenti sono paralleli tra di loro, sono più o meno glabri e adnati alla corolla. Le antere hanno i lobi arrotondati e sono a deiscenza longitudinale; sono inoltre conniventi e sono pelose (possiedono un ciuffo di peli bianchi lanosi). I granuli pollinici sono del tipo tricolpato o esacolpato.
- Gineceo: l'ovario del gineceo è semi-infero (quasi supero). L'ovario è derivato da due carpelli connati ed è composto da quattro parti (contiene quindi quattro ovuli con logge a forma ovata) in quanto ogni carpello è diviso in due parti da una falso setto divisorio. La placentazione è assile. Lo stilo è semplice ed è inserito tra i carpelli alla base dell'ovario (stilo “ginobasico”). Lo stimma è bifido. Il nettare è nascosto sotto l'ovario.
- Fioritura: da aprile a agosto.

### Frutti
Il frutto è una nucula acheniforme (schizocarpo); più precisamente è una drupa (ossia una noce) con quattro semi (uno per ovulo derivato dai due carpelli divisi a metà - vedere il gineceo). Questo frutto nel caso delle Lamiaceae viene chiamato “clausa”. Le quattro parti in cui si divide il frutto principale, sono ancora dei frutti (parziali) ma monospermici (un solo seme) e privi di endosperma. I frutti si trovano all'interno del calice persistente. Il colore in genere è marrone.

## Riproduzione
- Impollinazione: l'impollinazione avviene tramite insetti (impollinazione entomogama). Gli insetti sono il Bombo, ma anche le api. In effetti la corolla di queste piante è sorprendentemente conformata alle dimensioni e struttura dei Bombi. Quando questi insetti cercano di entrare nel tubo corollino per raggiungere i nettari (posti alla base dell'androceo) con le loro vibrazioni scuotono le antere poste all'interno del labbro superiore. In questo modo fanno scendere e quindi aderire al loro dorso peloso il polline della pianta. Visitando poi un altro fiore, parte di questo polline andrà a cadere sullo stimma provocando così l'impollinazione e la successiva fecondazione. Questo senz'altro è uno dei più interessanti mutui rapporti tra mondo animale e mondo vegetale per il raggiungimento di reciproci interessi. È da aggiungere comunque che qualora il tubo corollino si presentasse troppo stretto per prelevare il nettare, il Bombo allora si porta all'esterno del fiore e incomincia a rosicchiare la base della corolla raggiungendo così alla fine, per una via non naturale, il suo obiettivo: il nettare. In questo modo però si “rompe” il mutuo rapporto a favore solamente dell'insetto; il fiore non verrà impollinato e rimarrà sterile.[2]
- Riproduzione: la fecondazione avviene fondamentalmente tramite l'impollinazione dei fiori (vedi sopra).
- Dispersione: i semi cadendo a terra (dopo essere stati trasportati per alcuni metri dal vento – disseminazione anemocora) sono successivamente dispersi soprattutto da insetti tipo formiche (disseminazione mirmecoria). I semi hanno una appendice oleosa (elaisomi, sostanze ricche di grassi, proteine e zuccheri) che attrae le formiche durante i loro spostamenti alla ricerca di cibo.[9]

## Distribuzione e habitat

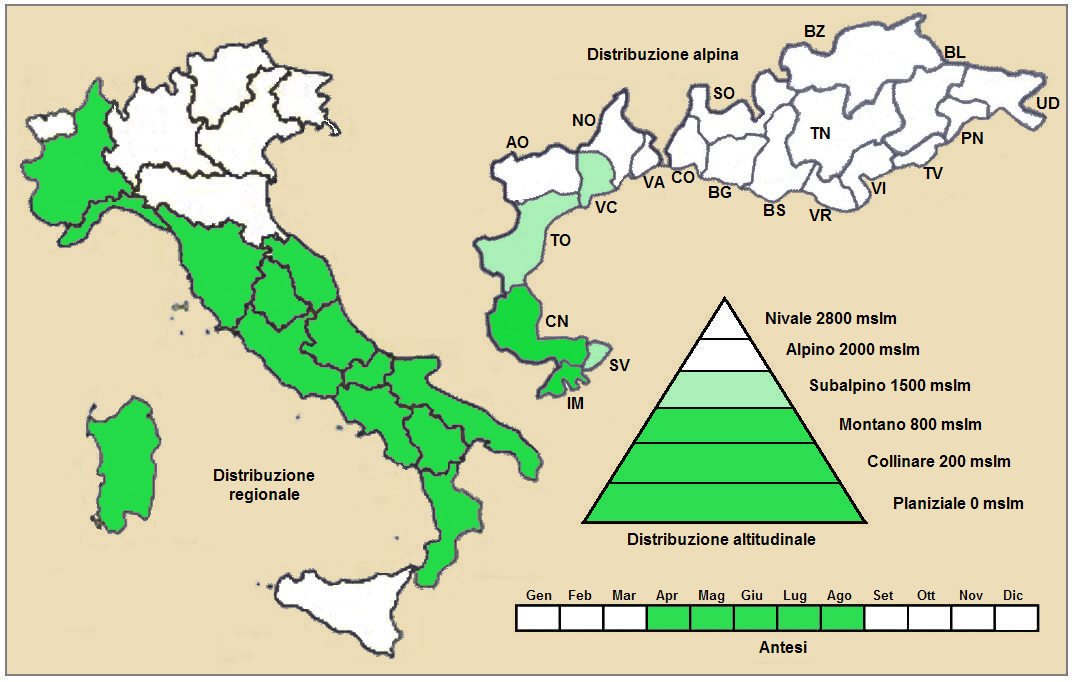
Distribuzione della pianta
(Distribuzione regionale – Distribuzione alpina)

- Geoelemento: il tipo corologico (area di origine) è Orofita - Mediterraneo.
- Distribuzione: in Italia questa specie è comune soprattutto al Centro e al Sud (Sicilia esclusa). Nelle Alpi si trova in Liguria e Piemonte e in Francia (dipartimenti di Alpes-de-Haute-Provence, Hautes-Alpes, Alpes-Maritimes e Drôme). Sugli altri rilievi europei collegati alle Alpi si trova nei Pirenei, Alpi Dinariche, Monti Balcani e Carpazi.[11] Nel resto dell'Europa e nell'areale Mediterraneo si trova in Francia, Penisola Balcanica, Anatolia, Transcaucasia, Asia mediterranea e Magreb.[12]
- Habitat: l'habitat tipico per questa specie sono le rupi ombrose, i boschi (leccete, querceti, castagneti e faggete) e le siepi; ma anche i ghiaioni, le morene e le praterie rase. Il substrato preferito è calcareo con pH basico, bassi valori nutrizionali del terreno che deve essere secco.[11]
- Distribuzione altitudinale: sui rilievi queste piante si possono trovare fino a 1900 m s.l.m.; frequentano quindi i seguenti piani vegetazionali: collinare, montano e in parte quello subalpino (oltre a quello planiziale – a livello del mare).

### Fitosociologia
Dal punto di vista fitosociologico Lamium garganicum appartiene alla seguente comunità vegetale:
Formazione: delle comunità delle fessure delle rupi e dei ghiaioni
Classe: Thalaspietea rotundifolii
Ordine: Stipetalia calamagrostis
Alleanza: Stipion calamagrostis

## Tassonomia
La famiglia di appartenenza della specie (Lamiaceae), molto numerosa con circa 250 generi e quasi 7000 specie, ha il principale centro di differenziazione nel bacino del Mediterraneo e sono piante per lo più xerofile (in Brasile sono presenti anche specie arboree). Per la presenza di sostanze aromatiche, molte specie di questa famiglia sono usate in cucina come condimento, in profumeria, liquoreria e farmacia. Il genere Lamium si compone di circa 20 - 30 specie gravitanti nella maggioranza dei casi attorno al bacino del Mediterraneo, una decina delle quali vivono spontaneamente in Italia. Nelle classificazioni meno recenti la famiglia Lamiaceae viene chiamata Labiatae.
Il numero cromosomico di L. garganicum è: 2n = 18.

### Variabilità
Per questa specie sono riconosciute valide le seguenti sottospecie e varietà:

#### Subsp.garganicum
- Nome scientifico: Lamium garganicum L. subsp. garganicum.
- Descrizione: almeno la metà superiore della pianta è ricoperta di peli riflessi; i fiori sono piccoli con il tubo del calice lungo 3 – 4 mm e i denti lunghi 3 – 6 mm; il colore della corolla è più chiaro con un tubo lungo 10 – 12 mm, il labbro superiore lungo 10 – 11 mm e quello inferiore lungo 6 mm (la distanza tra le labbra è di circa 18 mm).
- Habitat: l'habitat tipico per questa sottospecie sono le rupi e le pietraie.
- Distribuzione: Italia, Francia, Penisola Balcanica, Anatolia, Asia mediterranea e Magreb

#### Subsp.laevigatum
- Nome scientifico: Lamium garganicum L. subsp. laevigatum Arcang..
- Descrizione: il fusto è lucido (più o meno ceroso soprattutto ai nodi) e glabro come tutta la pianta; i fiori sono più grandi con il tubo del calice lungo 6 – 8 mm e i denti lunghi 4 – 8 mm; il colore della corolla è più scuro ed ha il tubo lungo 20 – 25 mm con il labbro superiore lungo 12 – 15 mm, quello inferiore lungo 12 mm (la distanza tra le labbra e di circa 20 mm).
- Habitat: l'habitat tipico per questa sottospecie sono soprattutto i boschi.
- Nota: le checklist più recenti classificano questa sottospecie come sinonimo della subsp. garganicum.

#### Subsp.corsicum
- Nome scientifico: Lamium garganicum L. subsp. corsicum (Gren. & Godr.) Mennema, 1989 (Falsa ortica di Corsica).
- Descrizione: l'altezza di questa sottospecie varia da 2 a 4 dm; le foglie sono lunghe 2 – 3 cm ed hanno i bordi crenati; il calice è lungo 7 – 9 mm; la corolla è lunga 15 – 20 mm ed è bianca con striature rosee.
- Fioritura: da giugno a agosto.
- Distribuzione: in Italia è rara e si trova solamente nella Sardegna (oltre alla Corsica).
- Habitat: l'habitat tipico per questa sottospecie sono le rupi, le pietraie e gli anfratti umidi.
- Distribuzione altitudinale: sui rilievi queste piante si possono trovare da 1500 fino a 2500 m s.l.m..
- Geoelemento: il tipo corologico (area di origine) è Endemico.
- Nota: nella "Flora d'Italia" (di Pignatti) questa pianta è classificata come specie con il nome di Lamium corsicum Gren. & Godr..

#### Subsp.striatum
- Nome scientifico: Lamium garganicum L. subsp. striatum (Sm.) Hayek, 1929.
- Distribuzione: Italia, Penisola Balcanica, Anatolia, Transcaucasia e Asia mediterranea.
- Nota: nella "Flora d'Italia" (di Pignatti) questa pianta non è citata; è invece elencata in "An annotated checklist of the Italian Vascular Flora"[10] con una distribuzione relativa alle regioni: Lazio, Abruzzo, Molise e Basilicata.

#### Var.armenum
- Nome scientifico: Lamium garganicum L. var. armenum (Boiss.) Mennema, 1989
- Distribuzione: Anatolia e Transcaucasia.

#### Var.microphyllum
- Nome scientifico: Lamium garganicum L. var. microphyllum (Boiss.) Mennema, 1989
- Distribuzione: Grecia, Anatolia e Asia mediterranea.

### Sinonimi
Lamium garganicum ha avuto nel tempo diverse nomenclature. L'elenco seguente indica alcuni tra i sinonimi più frequenti:
- Lamium conradiae G.Bosc
- Lamium garganicum subsp. conradiae  (G.Bosc) Kerguélen
- Lamium garganicum var. grandiflorum  (Pourr.) Briq.
- Lamium garganicum subsp. grandiflorum  (Pourr.) Briq.
- Lamium garganicum var. inflatum  (Heuff.) Briq.
- Lamium garganicum subsp. laevigatum  (Ces., Pass. & Gibelli) Arcang.
- Lamium garganicum var. laevigatum  Ces., Pass. & Gibelli
- Lamium garganicum subsp. longiflorum  (Ten.) Kerguélen
- Lamium garganicum var. molle  Briq.
- Lamium grandiflorum  Pourr.
- Lamium inflatum  Heuff.
- Lamium laevigatum  DC.
- Lamium longiflorum  Ten.
- Lamium longiflorum subsp. numidicum  (Noë) Nyman
- Lamium lovcenicum  Rohlena
- Lamium macedonicum  Degen
- Lamium michaelianum  Tausch
- Lamium molle  Boiss. & Orph.
- Lamium numidicum  Noë
- Lamium pallidum  Salisb.
- Lamium pedemontanum  Rchb.
- Lamium reiseri  Degen
- Lamium scardicum  Wettst.

Sinonimo della sottospecie armenum
- Lamium armenum Boiss.
- Lamium armenum subsp. sintenisii R.R.Mill

Sinonimo della sottospecie corsicum
- Lamium corsicum Gren. & Godr.
- Lamium longiflorum subsp. corsicum (Gren. & Godr.) Nyman

Sinonimo della sottospecie microphyllum
- Lamium cymbalariifolium Boiss.
- Lamium microphyllum Boiss.
- Lamium sandrasicum P.H.Davis

Sinonimo della sottospecie striatum
- Dracocephalum lamiifolium Desf.
- Lamium bithynicum  Benth.
- Lamium cariense  R.R.Mill
- Lamium cylleneum  Boiss. & Orph.
- Lamium garganicum subsp. glabratum  (Griseb.) Briq.
- Lamium garganicum var. glabratum  Griseb.
- Lamium garganicum subsp. gracile  (Briq.) Greuter & Burdet
- Lamium garganicum var. gracile  Briq.
- Lamium garganicum subsp. lasioclades  (Stapf) R.R.Mill
- Lamium garganicum subsp. nepetifolium  (Boiss.) R.R.Mill
- Lamium garganicum subsp. pictum  (Boiss. & Heldr.) P.W.Ball
- Lamium garganicum subsp. pulchrum  R.R.Mill
- Lamium garganicum subsp. rectum  (Schenk) R.R.Mill
- Lamium garganicum subsp. reniforme  (Montbret & Aucher ex Benth.) R.R.Mill
- Lamium glechomoides  Sm.
- Lamium lasioclades  Stapf
- Lamium lycium  Boiss.
- Lamium manganottianum  Clementi
- Lamium nepetifolium  Boiss.
- Lamium nivale  Boiss. & Heldr.
- Lamium pictum  Boiss. & Heldr.
- Lamium pisidicum  R.R.Mill
- Lamium plebeium  Boiss. & A.Huet
- Lamium rectum  Schenk
- Lamium reniforme  Montbret & Aucher ex Benth.
- Lamium spachianum  Clemente ex Bald.
- Lamium stenosiphon  Boiss. & Hausskn.
- Lamium striatum  Sm.
- Lamium striatum var. nepetifolium  Boiss.
- Lamium striatum subsp. nivale  (Boiss. & Heldr.) Nyman
- Lamium striatum subsp. pictum  (Boiss. & Heldr.) Nyman
- Lamium tenuiflorum  Fisch. & C.A.Mey.
- Lamium veronicifolium  Benth.

### Specie simili
Questa pianta può facilmente essere scambiata per un'ortica (anche se le due specie appartengono a famiglie diverse: Urticaceae è la famiglia per le “ortiche” vere). Lamium garganicum si distingue soprattutto per la sezione del fusto: quadrata nelle piante del genere Lamium, circolare nelle “ortiche” vere e proprie. Mentre le foglie sono molto simili: da qui il nome comune (“Falsa ortica”) derivato da credenze antiche anche se naturalmente queste piante sono totalmente prive di peli urticanti e quindi non pungono.

## Altre notizie
Il lamio del Gargano in altre lingue è chiamato nei seguenti modi:
- (DE)  Gargano Taubnessel
- (FR)  Lamier du Monte Gargano